# Haliclona tenuis
Haliclona tenuis är en svampdjursart som beskrevs av Kazuo Hoshino 1981. Haliclona tenuis ingår i släktet Haliclona och familjen Chalinidae. Inga underarter finns listade i Catalogue of Life.